# Vea Kaiser

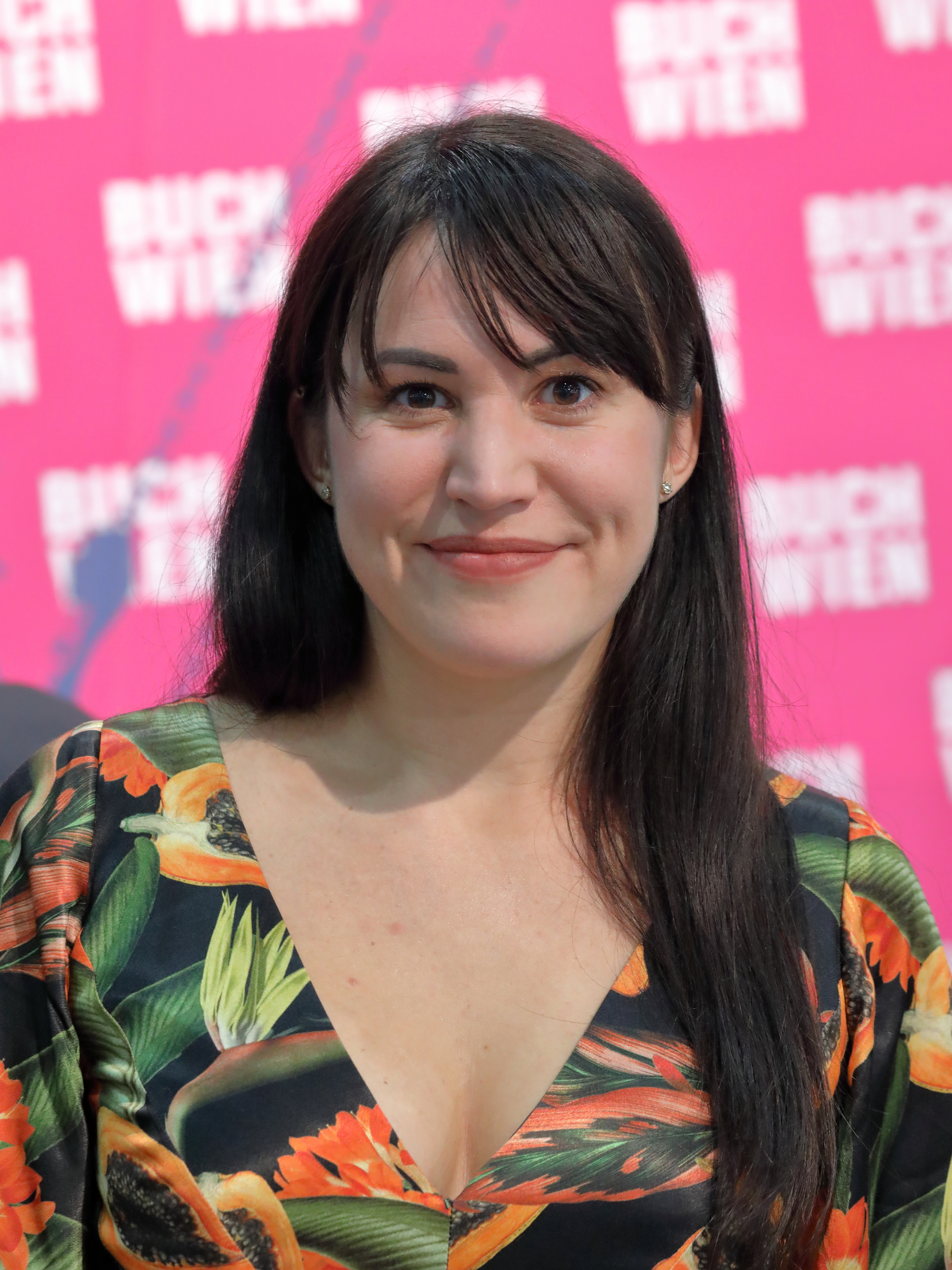
Vea Kaiser (2019)

Vea Kaiser (geboren als Verena Kaiser 21. Dezember 1988 in St. Pölten) ist eine österreichische Schriftstellerin.

## Leben
Vea Kaiser studierte ab 2007 Klassische und Deutsche Philologie mit Schwerpunkt Altgriechisch an der Universität Wien. Ein Jahr lang belegte sie Kreatives Schreiben und Kulturjournalismus in Hildesheim. Sie arbeitete als Übersetzerin und Fremdenführerin.
Ihr Roman-Debüt „Blasmusikpop“ machte sie 2012 zum Jungstar der österreichischen Literatur.
Im Jänner 2014 wurde ihr Theaterstück Die Argonauten am Rabenhof-Theater in Wien uraufgeführt. Ihren zweiten Roman Makarionissi schrieb sie teilweise in Buenos Aires. Dieser erschien 2015 und erhielt von der Stiftung Ravensburger Verlag die Auszeichnung "bester Familienroman".  Im März 2019 erschien ihr dritter Roman Rückwärtswalzer. Sie schreibt eine Kolumne für die Wochenendbeilage Freizeit der Wiener Tageszeitung Kurier. Kaiser ist Fan des Fußballklubs Rapid Wien und lebt in Wien.
2021 und 2022 hatte sie die Funktion einer Jurorin beim Klagenfurter Ingeborg-Bachmann-Preis inne. Im Juli 2023 wurde sie zum zweiten Mal Mutter.
Eine Bühnenfassung von Blasmusikpop wurde im Oktober 2023 am Salzburger Landestheater uraufgeführt.

## Auszeichnungen
Für ihre belletristischen Arbeiten erhielt sie u. a. das Start-Stipendium des österreichischen Kultusministeriums, das Hans-Weigel-Literaturstipendium sowie den Theodor-Körner-Preis 2011 (Preis der Stadt Wien für Blasmusikpop oder Wie die Wissenschaft in die Berge kam).
Kaiser war Finalistin beim 17. Open Mike und nahm 2010 an der Autorenwerkstatt Prosa des Literarischen Colloquiums Berlin teil. Ihr Debütroman Blasmusikpop oder Wie die Wissenschaft in die Berge kam wurde im September 2012 auf Platz eins der ORF-Bestenliste gewählt und avancierte zum Bestseller. Im Mai 2013 wurde er zudem als bester deutscher Erstlingsroman auf dem „Festival du Premier Roman“ in Chambéry ausgezeichnet. Im Sommersemester 2014 war sie Writer-in-Residence an der Bowling Green State University.
- 2010 Startstipendium für Literatur des bm:ukk
- 2011 Hans-Weigel-Literaturstipendium
- 2011 Theodor-Körner-Preis
- 2014 Buchliebling in der Kategorie AutorIn des Jahres[9]
- 2015 Sepp-Schellhorn-Stipendium
- 2015 Buchpreis Familienroman der Stiftung Ravensburger Verlag für Makarionissi oder Die Insel der Seligen[10]
- 2024 Internationaler Jonathan-Swift-Preis für satirische und komische Literatur[11]

## Werke
Romane:
- Blasmusikpop oder Wie die Wissenschaft in die Berge kam. Kiepenheuer und Witsch, Köln 2012, ISBN 978-3-462-04464-5.[12][13][14]
- Makarionissi oder Die Insel der Seligen. Kiepenheuer und Witsch, Köln 2015, ISBN 978-3-462-04742-4.
- Rückwärtswalzer oder Die Manen der Familie Prischinger. Kiepenheuer und Witsch, Köln 2019, ISBN 978-3-462-05142-1.[15]
- Die sieben Leben der Marie Schwarz. Mit Eva Rossmann, Gertraud Klemm, Lydia Mischkulnig, Angelika Reitzer, Cornelia Travnicek und Doris Knecht, Molden/Styria 2020, ISBN 978-3-222-15043-2.

Dramen:
- Die Argonauten. 2012

Als Herausgeberin:
- Wiener Journal (zusammen mit Marc Oliver Rühle), Edition Pächterhaus, Hildesheim 2012, ISBN 978-3-941392-29-8.